# Batalhão Académico

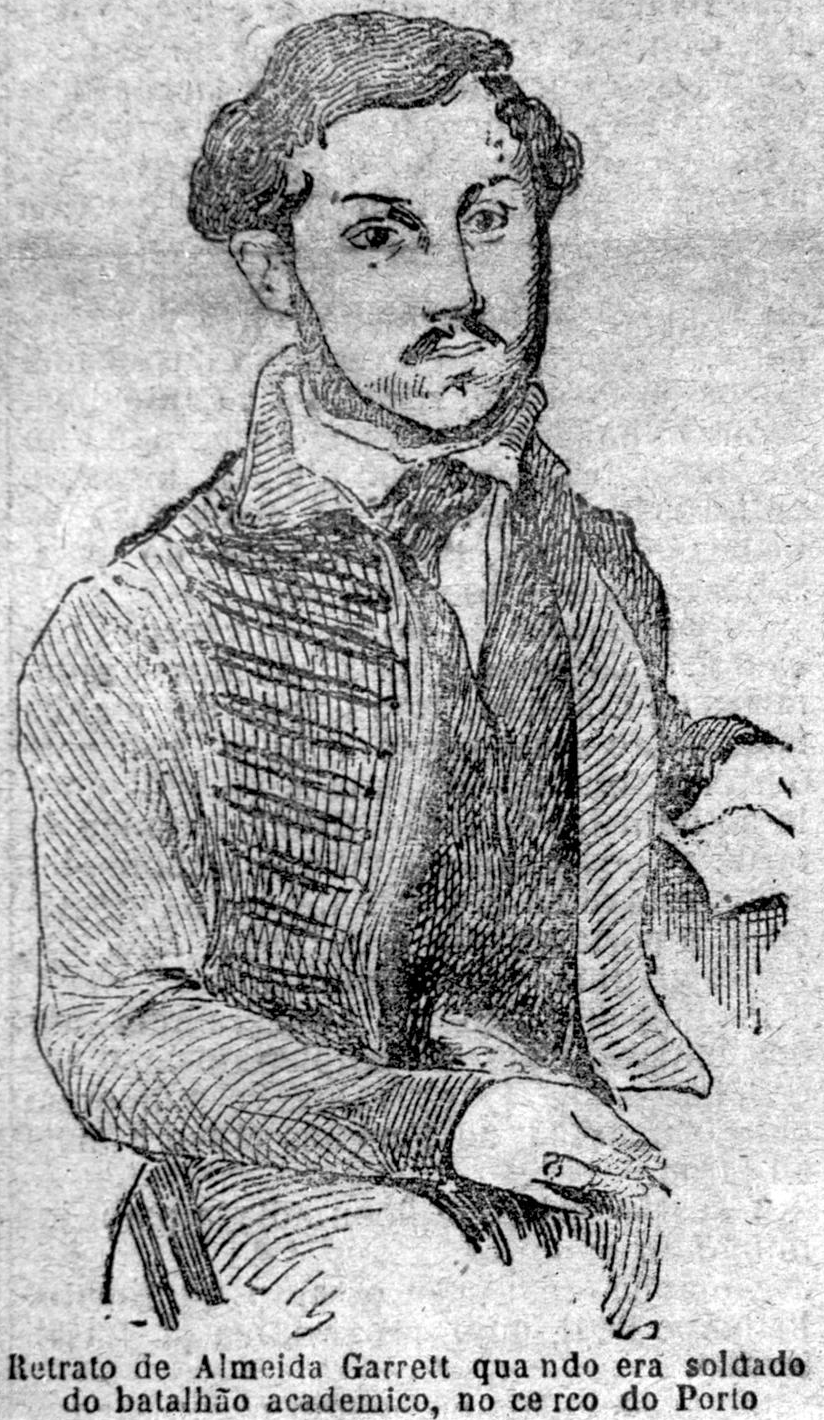
Retrato de Almeida Garrett quando era soldado do Batalhão Académico, durante o Cerco do Porto (1832–1833)

A expressão batalhão académico (português europeu) ou batalhão acadêmico (português brasileiro) designa, na História de Portugal e na História do Brasil uma unidade militar formada por estudantes. Formados ao longo dos séculos XIX e XX, revestem-se de importância mais simbólica do que bélica, representando o idealismo dos grupos que os integraram.

## Em Portugal

### O Batalhão Académico de 1658
A primeira formação de um batalhão académico em Portugal registou-se no contexto da Guerra da Restauração da Independência portuguesa (1640–1668), composto por uma centena de alunos da Universidade de Évora e alguns professores, sob o comando do próprio reitor da instituição, o padre Francisco Soares ("Francisco Soares Lusitano"), da Companhia de Jesus. Guarneceram a praça-forte da Juromenha e marcharam com as tropas portuguesas que se deslocaram para libertar a praça-forte de Évora, e que foram vitoriosas na batalha das Linhas de Elvas (14 de janeiro de 1659). De volta ao seu quartel na Juromenha, vieram a perecer na explosão acidental do paiol de pólvora daquela praça a 19 daquele mesmo mês e ano.

### O Batalhão Académico de 1808
No contexto da Guerra Peninsular (1808–1814) formou-se o "Batalhão Académico da Universidade de Coimbra", também referido simplesmente como "Batalhão Académico de 1808", ano de sua constituição.
Em Coimbra, a reação à invasão do país pelas tropas napoleónicas comandadas pelo general Jean-Andoche Junot, manifestou-se por diversas iniciativas insurrecionais por parte da população. Entre elas, destacam-se o corte dos acessos à cidade, a distribuição de armas à população e a fabricação de pólvora nos laboratórios da Universidade de Coimbra, iniciativas coordenadas por Aragão Tinoco e Nuno Freire de Andrade a quem foram entregues respectivamente o Governador Civil e o Governador das Armas.
O sucesso na tomada do Forte de Santa Catarina, na Figueira da Foz, pelos académicos Sargento de Artilharia Bernardo António Zagalo e Sargento de Infantaria Inácio Caiola, à frente de duas dezenas de estudantes e algumas centenas de populares (27 de Junho de 1808), incentivou a criação de um Batalhão Académico, integrado por lentes, opositores, doutores e professores e um corpo de voluntários académicos. Este efetivo estava distribuído em:
- 6 Companhias de Infantaria
- 1 Corpo de Cavalaria
- 1 Companhia de Artífices, responsável, no Laboratório da Universidade, pela produção de pólvora, sob a coordenação do Dr. Tomé Sobral.

Essa força tomou parte na:
- Guarnição da cidade de Coimbra, sob o comando de José Bonifácio de Andrade e Silva e Fernando Saraiva Fragoso de Vasconcelos;
- Operações militares em Leiria, Pombal e Nazaré, sob o comando do Tenente-coronel Engenheiro e Lente de Matemática, Tristão Álvares da Costa Silveira;
- Recuperação da cidade do Porto (Maio de 1809).

### O Batalhão de Voluntários Académicos (1826)
Posteriormente, em 1826, ainda em Coimbra, formou-se o "Batalhão de Voluntários Académicos", corpo de tropas com seis companhias, que se distinguiu nos dias difíceis regência da infanta D. Isabel Maria, em apoio às forças liberais que combatiam a forte facção absolutista. Organizado contra a vontade da Universidade e do Governo, recebeu a proteção do então general João Carlos de Saldanha que, como ministro da Guerra, determinou a anulação das faltas marcadas aos estudantes que compunham o Batalhão.

### O Batalhão Académico de 1828
No contexto da Guerra Civil Portuguesa (1828–1834) formou-se em Coimbra, em 1828, um novo Batalhão Académico, também com orientação liberal, para se unir às forças que pretendiam lutar contra as tropas miguelistas.
Na ilha Terceira, nos Açores, a "Companhia de Voluntários Académicos da Rainha" esteve aboletada em Angra e nos Biscoitos, seguindo, em 1832, para o Mindelo.

### O Batalhão Académico de 1846
Durante a chamada Patuleia, formou-se um novo Batalhão Académico, que ofereceu os seus serviços às forças da Junta Provisória do Reino, com sede no Porto. Naquela época (1846–1847) os académicos pretendiam secundar o espírito liberal da Junta do Porto, combatendo, agora, o reaccionarismo do duque de Saldanha, herdeiro directo da política do conde de Tomar.

### Os Batalhões Académicos Republicanos
Após a proclamação da República Portuguesa (1910), e aquando da restauração da Monarquia do Norte (1919), organizaram-se Batalhões Académicos em Lisboa, Coimbra e Porto, este último de orientação monárquica (o "Batalhão Académico Monárquico").

## No Brasil

### O Batalhão Acadêmico (Guerra do Paraguai)
Entre os voluntários da pátria do Batalhão Acadêmico que marchou para a Guerra do Paraguai destacaram-se Francisco Furquim Werneck de Almeida e Castro Alves. Este último aparentemente só se alistou, não tendo participado do conflito.